# Frank Pallgen
Frank Pallgen (* 19. Juli 1962) ist ein ehemaliger deutscher Fußballspieler. In der Saison 1987/88 spielte er mit dem 1. FC Lokomotive Leipzig in der DDR-Oberliga, der höchsten Spielklasse im DDR-Fußball.

## Sportliche Laufbahn
Über die Betriebssportgemeinschaft (BSG) Lokomotive Delitzsch (bis 1983) und die Armeesportgemeinschaft (ASG) Vorwärts Wolfen (1983–1984) kam Frank Pallgen zu Beginn der Saison 1984/85 zur BSG Chemie Böhlen in die zweitklassige DDR-Liga. Trotz seiner fehlenden Spielpraxis im höherklassigen Fußball gehörte er sofort zur Stammelf. Von den 34 Ligaspielen bestritt er 29 Begegnungen, in denen er fast immer im Mittelfeld eingesetzt wurde. Am letzten Spieltag erzielte er sein erstes Punktspieltor für die BSG Chemie. Nach 32 Ligaspielen als Mittelfeldspieler und einem weiteren Tor in der Spielzeit 1985/86 spielte er 1986/87 seine letzte Saison für Chemie Böhlen. Er kam diesmal nur auf 25 Ligaeinsätze kam aber zu drei Toren. Zur Saison 1987/88 wechselte Pallgen in die DDR-Oberliga zum 1. FC Lokomotive Leipzig. Trainer Hans-Ulrich Thomale setzte Pallgen zunächst wieder als Mittelfeldspieler in fünf Oberligaspielen in der Startelf ein, ließ ihn dann aber nur zweimal 90 Minuten lang spielen. Nach einem weiteren 65-Minuten-Einsatz im Erstrundenspiel des Europapokals in Pokalsieger gegen Olympique Marseille (0:0) war Pallgen nur noch Einwechselspieler und kam schließlich in den 26 Oberligaspielen nur auf zwölf Einsätze, in denen er auch torlos blieb. Angesichts dieser Bilanz wurde Pallgen am Saisonende vom 1. FC Lok wieder entlassen. Er kehrte daraufhin wieder zu Lok Delitzsch in die drittklassige Bezirksliga zurück.